# Masahiro Sayama
Masahiro Sayama (jap. 佐山 雅弘, Sayama Masahiro; * 26. November 1953 in Amagasaki, Präfektur Hyōgo; † 14. November 2018) war ein japanischer Jazzmusiker (Piano, Keyboards), der sich auch als Filmkomponist betätigte.

## Leben und Wirken
Masahiro Sayama begann als Kind Piano zu spielen; sein Interesse dafür kam auf, nachdem er den Film Die Glenn Miller Story gesehen hatte. Er studierte Musik an der Musikhochschule Kunitachi und war ab den frühen 1970er-Jahren in der japanischen Jazzszene aktiv; erste Aufnahmen entstanden 1978 mit Junko Mine und Hidehiko Matsumoto (Junko and Sleepy – I Wish You Love). In den folgenden Jahren spielte er u. a. mit Toshiyuki Honda, Katsuo Kuninaka, Atsumasa Nakabayashi, Shigeharu Mukai, Tatsuya Satō, in den 1990er-Jahren mit Jun Miyake und in Ukio Uchiyamas Music Magic Orchestra. Unter eigenem Namen legte er ab den 1980er-Jahren mehrere Alben vor, zunächst Sbatotto (Sound Design 1984), mit Junji Yamagishi, Hiroshi Yoshino, Rommy Kinoshita, Makoto Saitō, Shōta Koyama, Yoshikazu Harada. Die LP enthielt neben Eigenkompositionen Sayamas Standards wie „There Will Never Be Another You“ und „You Don’t Know What Love Is“; das Album Play Me a Little Music (JVC) nahm er 1985 mit Yasushi Yoneki (Kontrabass) bzw. Gregg Lee (E-Bass) und Shuichi Murakami (Schlagzeug) auf.
Im folgenden Jahrzehnt war Sayama Mitglied der Formation Ponta Box, der auch Masatoshi Mizuno (Bass) und Shuichi Murakami angehörten. 1995 trat er mit dem Trio auf dem Montreux Jazz Festival auf. Im Bereich des Jazz listet ihn Tom Lord zwischen 1978 und 2000 bei 37 Aufnahmesessions, zuletzt als Mitglied der Bigband von Tomohito Aoki (Experience). In den 2000er-Jahren spielte er im Trio M’s mit Masatoshi Koi (Bass) und Masahiko Osaka (Schlagzeug). Außerdem schrieb bzw. arrangierte er Musik für den Dokumentarfilm Shômei kumagai gakkô (2004, Regie Makoto Wada) und verschiedene Videospiele.

## Diskographische Hinweise
- Thrill Me (JVC, 1986), mit Yasushi Yoneki, Shota Koyama, Shuichi Murakami
- Gombo (JVC, 1989), mit Toshihiko Inoue, Atsushi Ikeda, Yasushi Yoneki, Hiroshi Isomi, Shuichi Murakami
- Shuffle (JVC, 1992), mit Toshihiko Inoue, Kazuhiko Michishita, Yasushi Yoneki, Masaharu Ishikawa
- Hymn for Nobody (JVC, 1996)
- A Point Of The Globe  (JVC, 1996), mit Tomoo Tsuruya, Masatoshi Koi, Masaharu Ishikawa, Tomohiro Yahiro, Makoto Ayukawa, Takashi Hamazaki, Takamasa Segi, Masakuni Takeno, Takuo Yamamoto, Chisako Takashima, Norio Furukawa, Minoaru Kinjo

## Lexikalischer Eintrag
- Kazunori Sugiyama, Masahiro Sayama. The New Grove Dictionary of Jazz. 2nd edition, ed. Barry Kernfeld.